# 後藤基清
後藤 基清（ごとう もときよ）は、平安時代後期から鎌倉時代初期にかけての武将・御家人。讃岐国・播磨国守護。

## 経歴
『尊卑分脈』によると藤原北家、秀郷流の嫡流とも言える佐藤義清（西行）の兄弟・佐藤仲清の子で後藤実基の養子となった。
源頼朝に仕え、元暦2年（1185年）の屋島の戦いに参加。同年、頼朝の許しを得ずに官位を得た事で、頼朝に「目は鼠眼にて、ただ候ふべきのところ、任官希有なり」と罵倒されている（『吾妻鏡』元暦2年4月15日条）。もっとも、翌月には一条能保の護衛として鎌倉に向かっており、途中で源義経の家臣である伊勢三郎ともめ事を起こしている（『吾妻鏡』元暦2年5月17日条）。建久元年（1190年）に頼朝が上洛した際、右近衛大将拝賀の布衣侍7人の内に選ばれて参院の供奉をした。京都守護一条能保の家人でもあり、在京御家人として活躍するが、正治元年（1199年）の三左衛門事件で源通親への襲撃を企てたとして讃岐守護を解任される。その後、後鳥羽上皇との関係を深め、西面武士・検非違使となる。建保年間（1213年 - 1219年）から播磨守護となる。承久3年（1221年）の承久の乱では後鳥羽上皇方につき、敗北。その後、幕府方についた子・基綱に処刑された。